# Kōka (Shiga)
Kōka (甲賀市, Kōka - shi) é uma cidade japonesa localizada na província de Shiga.
Em 2004 a cidade tinha uma população estimada em 93 418 habitantes e uma densidade populacional de 193,93 h/km². Tem uma área total de 481,69 km².
Recebeu o estatuto de cidade a 1 de Outubro de 2004.

## Cidades-irmãs
- Icheon, Coreia do Sul
- Traverse City, Estados Unidos
- Marshall, Estados Unidos
- DeWitt City, Estados Unidos